# زنباوات
الزنباوات (الاسم العلمي: Pangoniinae) هي أسرة من الحشرات تتبع الفصيلة النعرية من رتبة ذوات الجناحين.

## تصنيف الزنباوات
- قبيلة: زنباوية
  - جنس: الزنباء Latreille, 1802
  - جنس: Apatolestes Williston, 1885
  - جنس: Asaphomyia Stone, 1953
  - جنس: Austroplex Mackerras, 1955
  - جنس: Brennania Philip, 1941
  - جنس: Caenoprosopon Ricardo, 1915
  - جنس: Ectenopsis Macquart, 1838
  - جنس: Esenbeckia Rondani, 1863
  - جنس: Pegasomyia Burger, 1985
  - جنس: Protosilvius Enderlein, 1922
  - جنس: Stonemyia Brennan, 1935
  - جنس: Therevopangonia Mackerras, 1955
- قبيلة: زنباوات
  - جنس: Philoliche
- قبيلة: زنباوات
  - جنس سكيبسيس  [لغات أخرى]‏ Walker, 1850
- قبيلة: زنباوات
  - جنس: Fidena Walker, 1850
  - جنس: Goniops Aldrich, 1892
  - جنس: Scaptia Walker, 1850
  - جنس: Scione
- incertae sedis:
  - جنس: Zophina